# Heeresfeldbahnlokomotive HF 200 D
Die Heeresfeldbahnlokomotiven HF 200 D waren schmalspurige Diesellokomotiven der deutschen Heeresfeldbahn im Zweiten Weltkrieg mit der Achsfolge D. Die Reihe kam sehr spät zur Ausführung und wurde daher nicht mehr ins Programm der Kriegsmotorlokomotiven aufgenommen. Nach dem Krieg wurden die Lokomotiven zivilen Verwendungszwecken zugeführt.
Es wurden zwar angeblich etwa 40 Stück dieser Serie von Heeresfeldbahnlokomotiven gebaut, heute ist allerdings nur der Verbleib von 2 Stück bekannt.

## Konstruktion
Das Fahrwerk besteht aus einem Außenrahmen, in dem die vier gekuppelten Radsätze und die Blindwelle eingelagert sind. Der Rahmen stützt sich über Blattfedern auf den Radsätzen ab. Der Lokkasten besteht aus einem Führerhaus an einem Ende und einem schmalen Vorbau für den Dieselmotor, der von Umlaufblechen umgeben ist. An den Fahrzeugen sind Mittelpufferkupplungen angebracht.

### Antrieb
Im Motorvorbau befindet sich ein Viertakt-Dieselmotor von Deutz, der über ein Strömungsgetriebe von Voith über eine unter dem Führerhaus befindliche Blindwelle die Lokomotive antreibt. Die vier mittels Kuppelstangen verbundenen Achsen werden von der Blindwelle (in ihr ist ein Fahrtwender untergebracht) angetrieben. Die Steuerung des Motors erfolgt stufenlos durch Füllungsregelung.

## Einsatz nach 1945
- Deutz 36643/1942: ? → Heeresversuchsstelle Mittersill → SKGLB D40, Salzkammergut Lokalbahn → StLB VL01, Thörlerbahn, Kapfenberg → Club 760 VL01 bzw. D40, Taurachbahn, Mauterndorf, betriebsfähig;
- PKP Lx161 → Verbleib?
- PKP Lx162 → Verbleib?
- PKP Lx163 → Verbleib?
- Deutz 36646/1942: ? → PKP Lx164 → Schmalspurmuseum Sochaczew, Polen